# Cytokinin
Cytokininer (CK) er en klasse af plantehormoner, der fremmer celledeling, eller cytokinesis, i planterødder og skud. Cytokininer er primært involveret i cellevækst og differentiering, men påvirker også apikal dominans, aksillær knopvækst og ælde (engelsk: senescence).
Der findes to typer af cytokininer: adenin-type cytokininer repræsenteret ved kinetin, zeatin og 6-benzylaminopurin, og phenylurinstof-type cytokininer som diphenylurinstof og thidiazuron (TDZ) . De fleste adenin-type cytokininer syntetiseres i rødder , men inderbark (kambium) og andre aktivt delende væv syntetiserer også cytokininer . Der er ikke fundet phenylurinstofcytokininer i planter . Cytokininer deltager i lokal- og langdistancesignalering med samme transportmekanisme som puriner og nukleosider . Typisk transporteres cytokininer i xylem .
Cytokininer virker sammen med auxin, et andet plantevæksthormon. De to er komplementære 
, men med generelt modsatrettede effekter .

## Virkning
Cytokininsignalering i planter medieres af et to-komponent phosphorelay. Denne vej (engelsk: pathway) initieres af cytokininbinding til en histidinkinase-receptor i membranen af det endoplasmatiske reticulum. Dette resulterer i autophosphorylering af receptoren, hvor phosphatet derefter overføres til et phosphotransferprotein. Phosphotransferproteinerne kan derefter fosforylere type-B-responsregulatorerne (RR), som er en familie af transkriptionsfaktorer. De phosphorylerede, og dermed aktiverede, type-B RR'er regulerer transkriptionen af adskillige gener, herunder type-A RR'erne. Type-A RR'erne regulerer pathwayen negativt .

Denne artikel er helt eller delvist baseret på materiale fra den engelsksprogede Wikipedia.